# Provincie Ósumi

Mapa japonských provincií se zvýrazněnou provincií Ósumi

Provincie Ósumi (japonsky: 大隅国; Ósumi no kuni) byla stará japonská provincie ležící na ostrově Kjúšú. Byla rovněž známá pod jménem Gúšú (隅州). Na jejím území se dnes rozkládá východní část prefektury Kagošima. Sousedila s provinciemi Hjúga a Sacuma.
V roce 713 byla oblast Ósumi administrativně oddělena od provincie Hjúga.
Její starobylé hlavní město leželo poblíž dnešního města Kokubu. Během období Sengoku a období Edo byla provincie řízena klanem Šimazu ze sousední provincie Sacuma, a tak se v ní nevytvořilo větší administrativní centrum.
V oblasti Ósumi se vyvinul vlastní místný dialekt. I když Ósumi je dnes součástí prefektury Kagošima, liší se tento dialekt od jazyka, kterým se mluví v Kagošimě. Pozoruhodná je hrdost na tradiční poezii psanou v dialektech Ósumi a Kagošimy.
Po provincii byl pojmenovaný první japonský satelit Ósumi.